# Gréta Márton
Gréta Márton (født 3. november 1999 i Mohács, Ungarn) er en kvindelig ungarsk håndboldspiller som spiller for Ferencváros TC og Ungarns kvindehåndboldlandshold.

## Meritter

### Klub
Ferencváros TC
Nemzeti Bajnokság I
- Sølv: 2016
- Sølv: 2018

Magyar Kupa
- Guld: 2017

## Eksterne links
- Gréta Mártons profil på Olympedia (engelsk)
- Gréta Mártons profil hos Det Europæiske Håndboldforbund (engelsk)